# Eilema rubrescens
Eilema rubrescens är en fjärilsart som beskrevs av George Francis Hampson 1909. Eilema rubrescens ingår i släktet Eilema och familjen björnspinnare. Inga underarter finns listade i Catalogue of Life.

## Bildgalleri

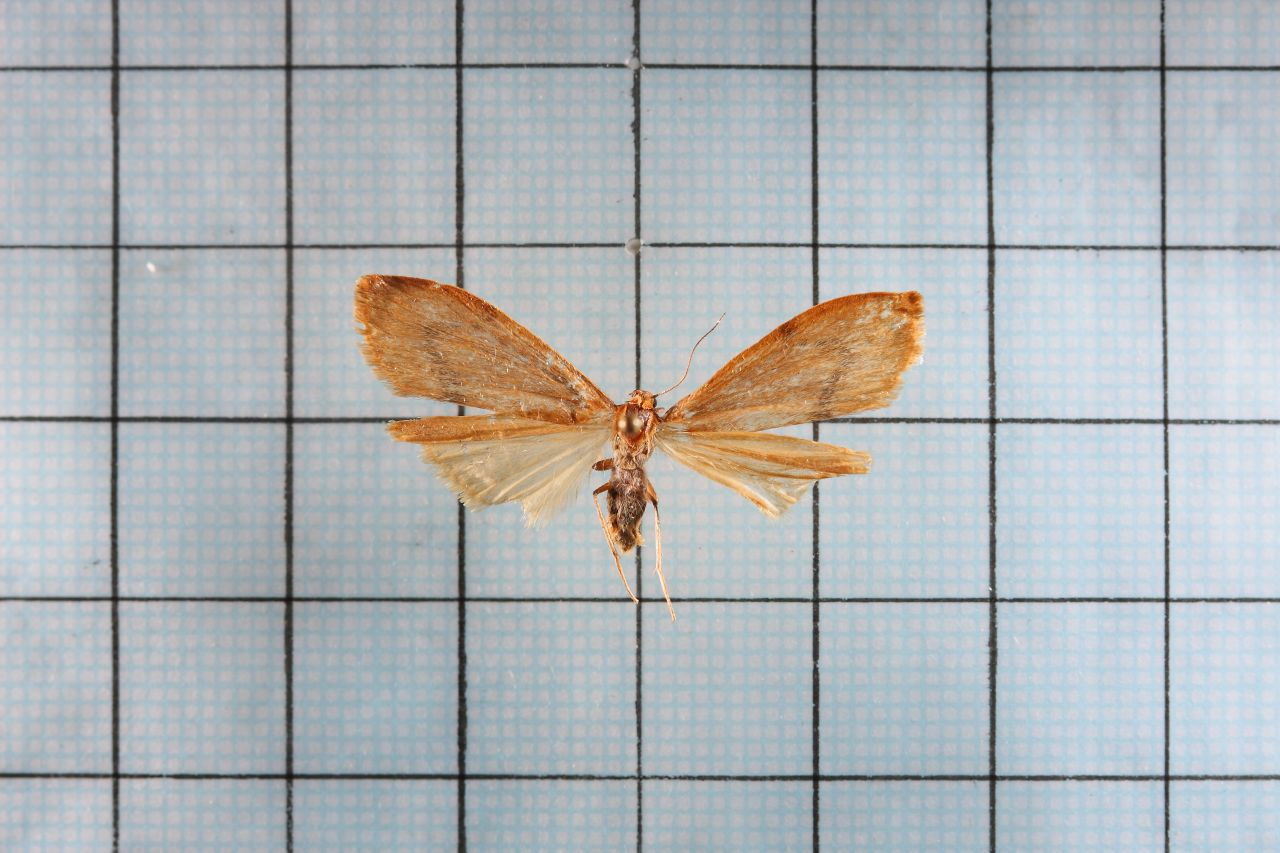
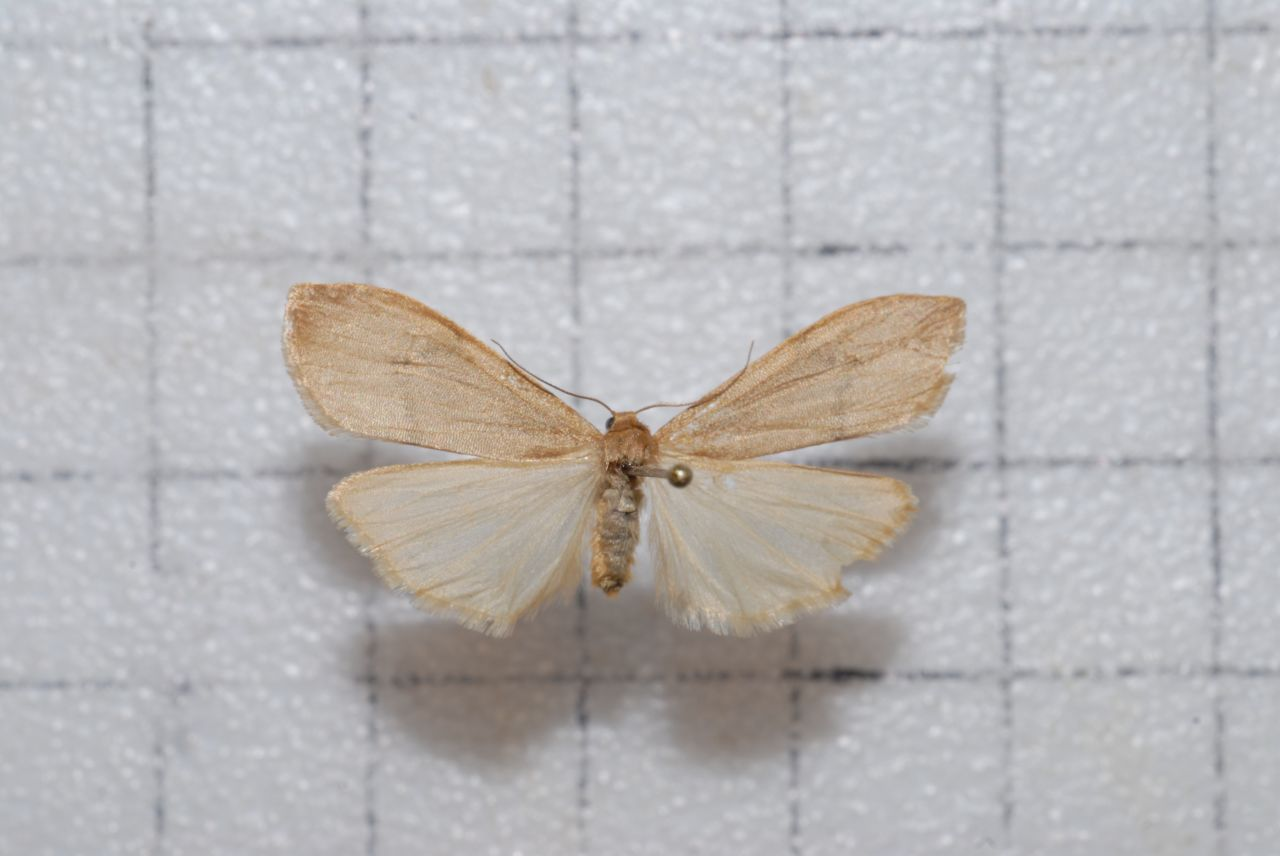
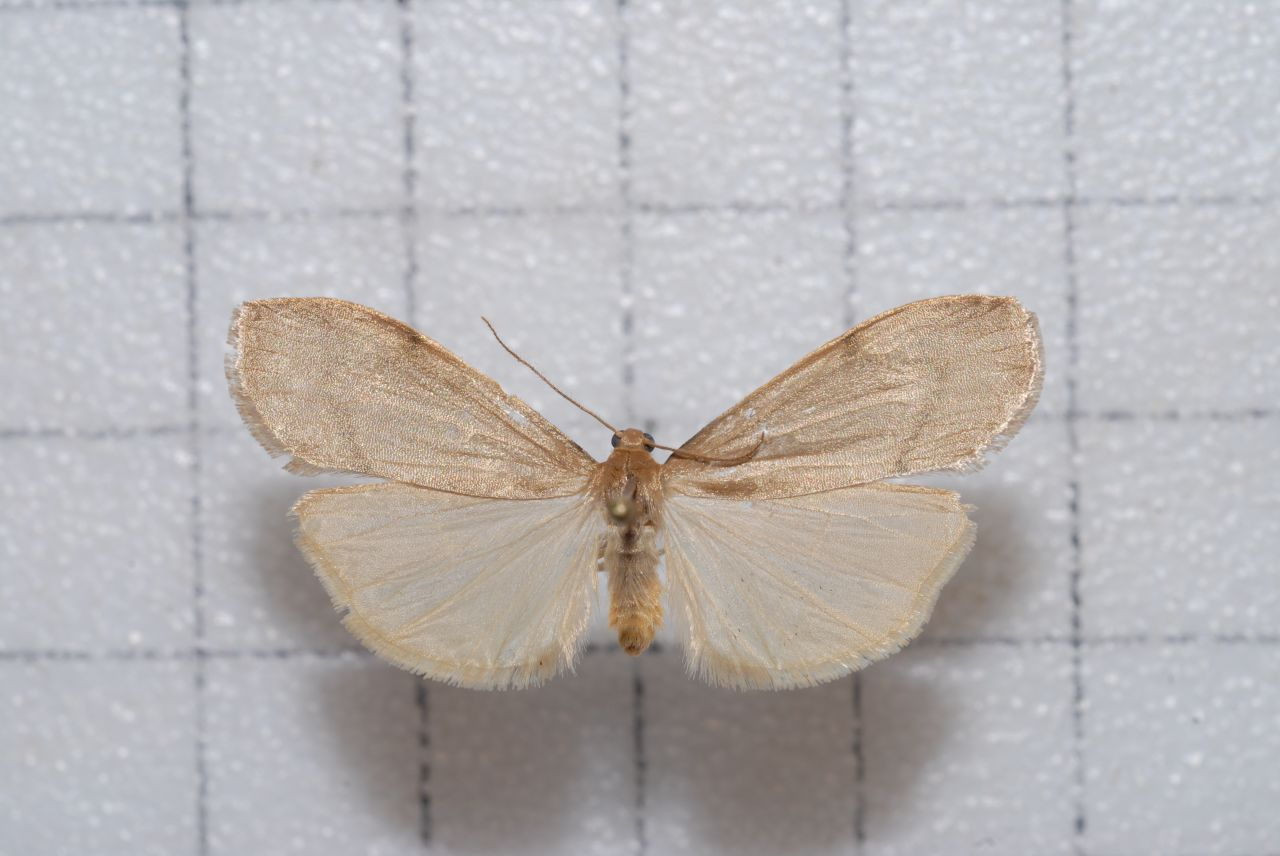